# Conchiglie sulla spiaggia
Conchiglie sulla spiaggia è un dipinto di Guido Carrer. Eseguito nel 1963, appartiene alle collezioni d'arte della Fondazione Cariplo.

## Descrizione
Si tratta di una natura morta ascrivibile all'ultima fase della pittura di Carrer e dominata dalle tonalità di azzurro.

## Storia
Il dipinto venne acquistato dall'Istituto Bancario Italiano e confluì nel patrimonio della Fondazione Cariplo nel 1991.